# Codroy
Codroy is een gemeentevrij dorp in de Canadese provincie Newfoundland en Labrador. De plaats bevindt zich nabij Cape Anguille, het meest westelijke punt van het eiland Newfoundland.

## Toponymie
De naam "Codroy" is een contractie van het Franse Cap de Ray. De zuidelijker gelegen Codroyvallei, waar de rivier Grand Codroy doorheen stroomt, ligt zo'n 10 km ten noorden van Cape Ray. Verschillende uitspraak- en schrijfwijzen deden de ronde totdat kapitein James Cook de plaats in 1765 op een kaart als "Cod Roy" bestempelde, wat sindsdien de naam gebleven is.

## Geografie
Codroy ligt in het uiterste zuidwesten van Newfoundland, op zo'n 5 km ten noordwesten van het Grand Codroy-estuarium. De plaats ligt aan provinciale route 406 en is in het noorden gedeeltelijk vergroeid met gehucht Shoal Point. Tezamen vormen Codroy en Shoal Point de westelijkste bewoningskern van Newfoundland.

## Demografie
Demografisch gezien is Codroy, net zoals de meeste afgelegen dorpen op Newfoundland, aan het krimpen. Tussen 1991 en 2001 daalde de bevolkingsomvang van 331 naar 272.
Vanaf de volkstelling van 2006 werden er niet langer demografische gegevens van Codroy bijgehouden, aangezien de plaats ingedeeld werd als deel van een nieuwe designated place genaamd Millville to Cape Anguille. Vanaf de volkstelling van 2021 werd dit door Statistics Canada ongedaan gemaakt en werd Codroy opnieuw opgenomen als een zelfstandige DPL. Het dorp telde toen 258 inwoners.